# 28 juin 1930
Le samedi 28 juin 1930 est le 179e jour de l'année 1930.

## Naissances
- Amina Cachalia (morte le 31 janvier 2013), femme politique sud-africaine
- Horacio Gómez Bolaños (mort le 21 novembre 1999), acteur mexicain
- Ignace Pierre VIII Abdel-Ahad (mort le 4 avril 2018), primat de l'Église catholique syriaque
- Itamar Franco (mort le 2 juillet 2011), homme politique brésilien
- Jack Gold (mort le 9 août 2015), cinéaste
- Joachim Hansen (mort le 13 septembre 2007), acteur allemand
- José Luis Artetxe (mort le 19 mars 2016), footballeur espagnol
- Nikolai Karetnikov (mort le 9 octobre 1994), compositeur
- Pierre Romeyer (mort le 12 juillet 2018), chef cuisinier belge
- William C. Campbell, biochimiste irlandais

## Décès
- Elisabeth Siewert (née le 20 novembre 1867), écrivaine allemande
- Ernest Conseil (né le 10 septembre 1879), médecin français
- Georges Neumann (né le 22 octobre 1846), vétérinaire et parasitologue français

## Événements
- Création de la croix du combattant